# Childhood’s End
«Childhood’s End» (с англ. — «Конец детства») — песня группы Pink Floyd с альбома 1972-го года Obscured by Clouds — саундтрека к французскому фильму «Долина». Представлена в оригинальном издании на второй стороне LP первым по счёту треком. Автор музыки и слов песни «Childhood’s End» — Дэвид Гилмор, он же исполняет в этой песне вокальную партию, а его гитара является в песне ведущим инструментом.
Дэвид Гилмор отмечает «Childhood’s End» в числе своих самых любимых композиций Pink Floyd.

## О песне
Песня «Childhood’s End» была записана во время сессий звукозаписи, проходивших с конца февраля по начало марта 1972 года, в студии Strawberry Studios (Château d’Hérouville, Франция).
Название для этой музыкальной композиции Гилмор позаимствовал у Артура Кларка (в 1953 году был издан научно-фантастический роман Кларка под названием «Конец детства»).
«Childhood’s End», в отличие от большинства других композиций альбома Obscured by Clouds, была включена в состав концертных номеров Pink Floyd; она несколько раз исполнялась на выступлениях группы в конце 1972 и в начале 1973 годов — во время гастролей по Европе и Северной Америке. Концертная версия «Childhood’s End» включала дополнительную инструментальную часть с гитарой и органом, растягивающую длительность песни до 8—10 минут.
В фильме «Долина» фрагмент песни «Childhood’s End», длящийся около 50 секунд, звучит, сопровождая кадры начала экспедиции, показывающие героев картины в машине, едущей вглубь территории Новой Гвинеи.
В ноябре 2016 года версия песни, ремикшированная Энди Джексоном и Деймоном Иддинсом, была издана на шестом сборнике дисков с неиздававшимися и редкими записями Obfusc/ation в составе бокс-сета The Early Years 1965–1972.

## Участники записи
- Дэвид Гилмор — гитара, вокал;
- Роджер Уотерс — бас-гитара;
- Ричард Райт — клавишные;
- Ник Мейсон — ударные;